# Mikołajewicze (obwód brzeski)
Mikołajewicze (biał. Мікалаевічы; ros. Николаевичи) – wieś na Białorusi, w obwodzie brzeskim, w rejonie prużańskim, w sielsowiecie Linowo.
W dwudziestoleciu międzywojennym leżały w Polsce, w województwie poleskim, w powiecie prużańskim.